# General Spanky
General Spanky ist ein US-amerikanischer Spielfilm aus dem Jahr 1936. Er wurde unter der Regie von Gordon Douglas und Fred C. Newmeyer von Hal Roach bei Metro-Goldwyn-Mayer produziert. Der Schwarzweißfilm basiert auf der populären Serie Die kleinen Strolche (Original: Our Gang).

## Handlung
Kurz vor dem Amerikanischen Bürgerkrieg flüchtet der 6-jährige Schuhputzer Spanky mit seinem gleichaltrigen Freund Buckwheat, einem entflohenen Sklavenjungen, von einem Mississippi-Flussdampfer. Sie werden von Marshall Valent aufgenommen und leben fortan bei ihm. Bei Beginn des Bürgerkrieges zieht Marshall als Konföderiertenoffizier in den Krieg. Er bittet Spanky und Buckwheat auf seine Verlobte Louella aufzupassen. Spanky bildet mit Buckwheat und ihrem Freund Alfalfa eine Kinderarmee, bei der auch andere Kinder aus der Stadt mitmachen. Sie bauen ein Fort, welches von vorbeikommenden Nordstaatensoldaten für echt gehalten und angegriffen wird. Als der General der Nordstaatler ankommt, kommen die Kinder aus dem Fort, um sich zu ergeben. Der General lobt die Kinder für ihre Tapferkeit und nennt Spanky „General Spanky“. Das Haus wird vom Nordstaatler-Captain Simmons als Hauptquartier in Beschlag genommen. Als Marshall verwundet wieder auftaucht, wird er von den Kindern versteckt, aber Simmons folgt ihnen und findet Marshall. Dieser wird verhaftet und angeklagt. Trotz fehlender Beweise wird er vor einem Kriegsgericht wegen Spionage zum Tode verurteilt. Spanky bittet den Nordstaatengeneral um Hilfe. Dieser sorgt für eine Wiederaufnahme des Verfahrens, in dem Marshalls Todesurteil aufgehoben wird. Das Haus wird wieder zurückgegeben und Simmons verhaftet. Unter dem Versprechen, nicht mehr im Krieg zu kämpfen, wird Marshall im Rahmen eines Gefangenenaustausches freigelassen. Die Kinder nehmen zum Dank den General als Mitglied in ihre Truppe auf.

## Hintergrund
General Spanky ist der einzige Spielfilm aus der Reihe um Die kleinen Strolche. Nachdem Hal Roach mit Laurel & Hardy, die auch als Kurzfilmserie begonnen hatten, an den Kinokassen große Erfolge gefeiert hatte, wollte er Our Gang ebenfalls im Kino zum Erfolg führen. Da der Film finanziell nur mäßig erfolgreich war, wurden Die kleinen Strolche jedoch nur als Kurzfilmserie fortgeführt.

## Rezeption
Der Film war an den Kinokassen nicht erfolgreich. In der Folge bestand Metro-Goldwyn-Mayer darauf, die Reihe nur noch in Form von Kurzfilmen fortzusetzen und keine weiteren Spielfilme mehr zu produzieren. Der Film wird heute wegen seiner unkritischen Haltung zur Sklaverei als teilweise rassistisch kritisiert.

“The Civil War setting is not entirely appropriate to the antics of Our Gang, and as a result General Spanky is more peculiar than funny.”

„Die Bürgerkriegsumgebung ist nicht ganz passend für die Mätzchen der kleinen Strolche, daher wirkt General Spanky eher merkwürdig als lustig.“

"General Spanky" is one of those films that will have you sitting in stunned silence, not knowing exactly what you are watching.

„"General Spanky" ist einer dieser Filme vor denen man mit fassungslosem Schweigen sitzt, und sich fragt, was man da eigentlich guckt.“

## Auszeichnungen
Elmer Raguse wurde 1937 für General Spanky für einen Oscar in der Kategorie Bester Ton nominiert.